# Station Kalitidu
Kalitidu is een spoorwegstation in de Indonesische provincie Oost-Java.